# Os Detetives Selvagens
Os Detetives Selvagens (em castelhano:  Los detectives salvajes) é um livro do gênero romance publicado em 1998, de autoria do escritor chileno Roberto Bolaño. O autor ganhou por essa mesma obra o prêmio Prémio Rómulo Gallegos.

## Críticas
Os detetives selvagens foi comparado por Jorge Edwards, a Rayuela, de Julio Cortázar, e a Paradiso, de José Lezama Lima.
Em uma resenha no jornal espanhol El País, o crítico Ignacio Echevarría declarou ser este "o romance que Jorge Luis Borges teria escrito". (Um ávido leitor, Bolaño sempre expressou seu amor pela obra de Borges e Julio Cortázar, e concluiu um balanço da literatura argentina contemporânea dizendo que "deveriam ler mais Borges").
"O gênio de Bolaño não está somente só na extraordinária qualidade da sua escrita, mas também no fato de ele não se assentar no paradigma de escritor latino-americano", disse Ignacio Echeverria, ex-editor literário do El País, o maior jornal da Espanha. "Seus escritos não se enquadram nem realismo mágico, nem no barroco, nem regionalista, sendo um espelho imaginário e extraterritorial da América Latina, sendo mais um certo estado de consciência que um lugar específico".

## Enredo
Temos que viver a vida, tudo consiste nisso, simplesmente. Quem disse isso foi um bêbado que encontrei outro dia ao sair do bar La Mala Senda. A literatura não vale nada.— Os detetives selvagens (1998). 
A parte central de Os Detetives Selvagens situa-se numa série longa e fragmentada de registros sobre as viagens e aventuras de Arturo Belano - uma aliteração para seu alter-ego, que também aparece em outras histórias e novelas - e Ulisses Lima (inspirado no poeta Mario Santiago Papasquiaro) entre 1976 e 1996. Essas perambulações levam-no da Cidade do México a diversos lugares na Europa, em Israel e até na Libéria durante a guerra civil nos anos 90. Os diários são misturados à história da sua busca por Cesárea Tinajero, a fundadora do "real visceralismo", um movimento literário de vanguarda da década de 20.
García Madero, um aspirante a poeta de 17 anos, narra-nos primeiro a cena poética e social dos novos "realistas viscerais". Mais tarde, ele terminará o romance com o relato da sua fuga da cidade do México para o estado de Sonora. Bolaño definiu Os Detetives Selvagens como "uma carta de amor à minha geração".